# 1959年北海道知事選挙
1959年北海道知事選挙（1959ねんほっかいどうちじせんきょ）は、北海道の執行機関である北海道知事を選出するために行われた選挙で、第4回統一地方選挙前半戦の投票日である1959年4月23日に投票が行われた。

## 概要
地方自治法施行以来ずっと北海道知事を務めた田中敏文が引退し加えて自由民主党と日本社会党の55年体制下初めての道知事選・更に60年安保を控えての選挙だけに社会党と自民党が凌ぎを削った選挙であった。
田中知事に続く社会党道政を担おうと社会党は北海道1区選出の衆院議員・横路節雄を擁立。これに対し自民党は元警視総監で横路と同じ北海道1区選出・当選3回の衆院議員であった町村金五を擁立した。事実上の保革一騎討ちの選挙戦が展開された結果、町村候補が横路候補に12万8853票差をつけて初当選を果たし初の保守道政となった。

## 基礎データ
- 選挙事由：任期満了
- 告示日：1959年?月?日
- 投票日：1959年4月23日
- 当日有権者数：2,619,764名
- 候補者：3名

| 候補者名 | 年齢 | 党派（推薦党派） | 新旧 | 備考         |
| -------- | ---- | ---------------- | ---- | ------------ |
| 横路節雄 | 48   | 社会党           | 新人 | 前衆議院議員 |
| 町村金五 | 58   | 自民党           | 新人 | 前衆議院議員 |
| 小田俊与 | 52   | 諸派             | 新人 |              |

## 選挙結果
投票率：80.94％（投票者数2,120,389名）前回77.86％
| 当落 | 候補者     | 党派（推薦） | 新旧       | 得票      | 得票率 |
| ---- | ---------- | ------------ | ---------- | --------- | ------ |
| 当選 | 町村金五   | 自民党       | 新人       | 1,092,456 | 52.8%  |
|      | 横路節雄   | 社会党       | 新人       | 963,603   | 46.6%  |
|      | 小田俊与   | 諸派         | 新人       | 13,370    | 0.6%   |
|      | 有効票総数 | 有効票総数   | 有効票総数 | 2,069,429 |        |

出典：北海道知事選挙の結果（昭和22年～現在）